# Tämta socken
Tämta socken i Västergötland ingick i Vedens härad, ingår sedan 1974 i Borås kommun och motsvarar från 2016 Tämta distrikt.
Socknens areal är 35,73 kvadratkilometer varav 28,47 land. År 2000 fanns här 298 invånare.  Kyrkbyn Tämta med sockenkyrkan Tämta kyrka ligger i socknen.   

## Administrativ historik
Socknen har medeltida ursprung. 
Vid kommunreformen 1862 övergick socknens ansvar för de kyrkliga frågorna till Tämta församling och för de borgerliga frågorna bildades Tämta landskommun. Landskommunen uppgick 1952 i Fristads landskommun som 1974 uppgick i Borås kommun. Församlingen uppgick 2010 i Fristads församling.
1 januari 2016 inrättades distriktet Tämta, med samma omfattning som församlingen hade 1999/2000.
Socknen har tillhört län, fögderier, tingslag och domsagor enligt vad som beskrivs i artikeln Vedens härad. De indelta soldaterna tillhörde Älvsborgs regemente, Vedens kompani.

## Geografi
Tämta socken ligger norr om Borås kring sjön Säven. Socknen har odlingsbygd öster om sjön och är i övrigt en kuperad skogsbygd.

## Fornlämningar
Boplatser och en hällkista från stenåldern är funna. Från järnåldern finns ett gravfält, domarringar och resta stenar.

## Namnet
Namnet skrevs 1420 Tempte och kommer från kyrkbyn. Tolkningen av namnet är oviss.